# شهرستان لینتان
شهرستان لینتان (به لاتین: Lintan County) یک منطقهٔ مسکونی در چین است که در ولایت خودمختار گاننان تبتی واقع شده‌است.